# Marije Jolingová
Marije Jolingová (* 30. září 1987 Assen) je nizozemská rychlobruslařka.
Na mezinárodních soutěžích se představila na Evropských hrách mládeže v roce 2007 a na Zimní univerziádě 2009, jinak startovala na domácích závodech. Ve Světovém poháru debutovala roku 2010, na evropském šampionátu závodila poprvé v Hamaru 2014, kde skončila na osmé příčce. Na Mistrovství světa 2015 vybojovala na trati 3000 m bronzovou medaili a s nizozemským týmem získala stříbro ve stíhacím závodě družstev.